# 트르구세쿠이에스크

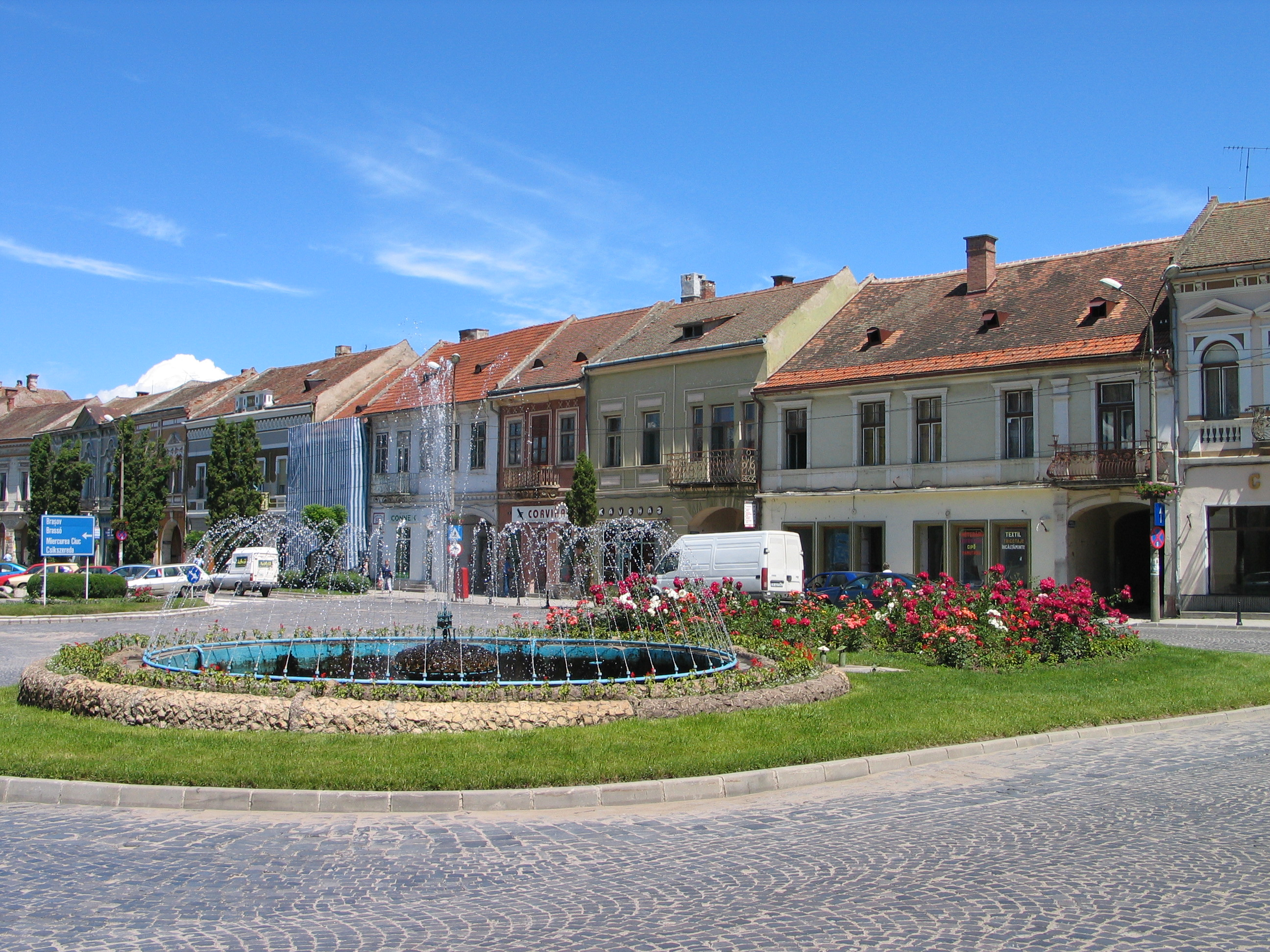

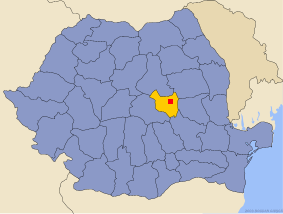
트르구세쿠이에스크의 위치

트르구세쿠이에스크(루마니아어: Târgu Secuiesc, 헝가리어: Kézdivásárhely 케즈디바사르헬리[*], 독일어: Szekler Neumarkt 슈체클러노이마르크트[*], 라틴어: Neoforum Siculorum)는 루마니아 트란실바니아 지방에 위치한 코바스나주의 도시로, 인구는 20,488명(2002년 기준)이다.

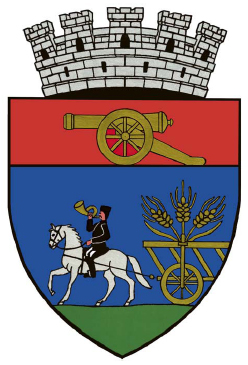
시 문장